# Corniglio
Corniglio là một đô thị ở tỉnh Parma ở vùng Emilia-Romagna của Italia, tọa lạc cách khoảng 100 km về phía tây của Bologna và khoảng 40 km về phía tây nam của Parma. Đến thời điểm ngày 31 tháng 12 năm 2004, đô thị này có dân số 2.200 và diện tích là 166,5 km².
Corniglio tiếp giáp các đô thị sau đây: Bagnone, Berceto, Calestano, Filattiera, Langhirano, Monchio delle Corti, Palanzano, Pontremoli, Tizzano Val Parma.
Ở đây có tòa lâu đài được dòng họ Rossi xây năm 1240 bằng sa thạch.